# Preste João
O Preste João foi um lendário soberano cristão do Oriente que detinha funções de patriarca e rei, tendo sido relacionado ao Imperador da Etiópia. Diz-se que era um homem virtuoso e um governante generoso. O reino de Preste João foi objecto de uma busca que instigou a imaginação de gerações de aventureiros, mas que sempre permaneceu fora de seu alcance.
No seu reino condensam-se o reino cristão-monofisista da Abissínia e os cristãos nestorianos da Ásia Central. Diz-se também que era descendente de Baltasar, um dos Três Reis Magos. Como notícias palpáveis desse império cristão eram escassas, dilatava-se a fantasia em redor do seu reino: falava-se de monstros vários (entre os quais os homens com cabeça de cão), paisagens edénicas etc. O Inferno e o Paraíso num só território.
No Livro das maravilhas do mundo, de Marco Polo, Preste João era na verdade Ong-Cã, rei dos Turcos Oengut da Mongólia, pois a Igreja do Oriente penetrou na Ásia Central e foi até a Manchúria e vários desses povos eram cristãos nestorianos e sacerdotes hereditários.
As notícias (em forma de lenda) do Preste João chegavam à Europa pela boca de embaixadores, peregrinos e mercadores, sendo depois confirmadas pelo infante D. Pedro, que viajara "pelas sete partidas do mundo", e ainda pelo seu inimigo D. Afonso, conde de Barcelos, que fizera peregrinação à Terra Santa.
Em 1487, D. João II envia Afonso de Paiva para investigar a localização do mítico reino (que corresponde à actual  Etiópia) na tentativa de torná-lo aliado numa possível expedição à Índia, em fase de planeamento. Embora tenha morrido antes de comunicar o relatório, Pêro da Covilhã — que o tinha acompanhado até se separarem e este ir fazer um reconhecimento da Índia — iria mais tarde completar a sua missão. Foram os relatos de Pêro da Covilhã a Francisco Álvares que permitiram saber muito da história que este último descreve no seu livro Verdadeira Informação das Terras do Preste João das Índias

## Trajetória de um mito
Em 1145, um bispo armênio de Jabala chega à sede do papado com a notícia da conquista do Condado de Edessa (1144) pelos muçulmanos. O bispo receava que o ocorrido colocaria em risco as comunidades cristãs do Oriente e apelava para que os cruzados não abandonassem suas posições na Terra Santa.
Segundo o religioso, um rei cristão, de nome João, cujo reino se localizava na Ásia, para além da Pérsia, marchava para o Ocidente à frente de um exército que já tinha derrotado vários muçulmanos pelo caminho. Entretanto, atingidos por uma epidemia, o rei e seus homens haviam sido obrigados a retornar a seu país, mas voltariam para salvar o reino cristão de Jerusalém.
Tal visita do bispo de Jabala, registrada pelo sacerdote alemão, Otão da Frisinga (c. 1114–1158) como um episódio verídico que conta sobre um exército muçulmano, em 1141, formado por guerreiros turcos seljúcidas que foi derrotado na Ásia Central, não por um rei cristão, mas pela tribo mongol Kara-kitai oriunda de uma região vizinha à China. Esse grupo era budista, mas a presença de cristãos nestorianos  contribuiu para o nascimento da lenda.
A lenda se espalha pela Europa. O anúncio do bispo armênio trouxe à tona cartas supostamente assinadas por Preste João e endereçadas ao Papa Alexandre III; a Frederico I, Sacro Imperador Romano-Germânico; ao rei Luís VII da França; e a Afonso Henriques, rei de Portugal. Essas mensagens asseguravam ao Preste João domínios territoriais que se estendiam às "Três Índias" e a vários outros países, além de dezenas de reinos a ele subordinados, entre os quais as dez "tribos perdidas de Israel", que Alexandre, O Grande, teria perdido atrás da Muralha de Gog e Magog. Segundo as cartas do Preste João, quando ele partia para a guerra levava com ele dez cruzes de ouro ornadas com pedras preciosas e atrás de cada uma delas marchavam dez mil cavaleiros e cem mil homens a pé.
Ainda segundo as cartas, Preste João dizia ser proprietário de uma fonte da juventude que fazia com que qualquer homem que nela se banhasse voltasse a ter 32 anos e contava que ele próprio, aos 562 anos de idade, havia se banhado muitas vezes naquelas águas. Afirmava também que um reino de Israel lhe enviava, anualmente, um tributo de 200 cavalos carregados de ouro e pedras preciosas.
Essas fábulas eram levadas a sério pelos homens da Idade Média, e quanto mais alimentava a pressão do Islã sobre a Terra Santa, mais a crença na existência do Preste João ganhava força na Europa. Ninguém sabia exatamente onde ficava o reino de Preste João. Apenas se supunha que essas terras deviam estar em algum ponto do Extremo Oriente. Para o frei franciscano João de  Plano Carpini, o rei era Maomé, o "sultão da Corásmia". O monge e cronista Guilherme de Rubruck, afirmava que Preste era o chefe de um grupo mongol, os naimanos. Já Marco Polo acreditava que o misterioso rei era o líder da tribo turca, "ongute", originária da região nascente do Rio Amarelo.
Também foi atribuído o título de Preste João o imperador etíope Zara-Jacó, durante o Concílio de Florença. O imperador havia enviado quatro representantes para o Concílio, com a finalidade de estabelecer relações com a Santa Sé e o Cristianismo ocidental. Eles ficaram confusos quando os prelados do Concílio insistiram em chamar seu monarca de Preste João. Eles tentaram explicar que em nenhum lugar da lista de nomes reais de Zara-Jacó este título era mencionado. No entanto, as advertências dos delegados pouco fizeram para impedir os europeus de se referirem ao monarca como seu mítico rei cristão, Preste João.

## O "verdadeiro" reino de Preste João
Com a expansão do império de Gengis Khan no século XII, e com a intensificação dos contatos entre Ocidente e Oriente, monges e mercadores cristãos constataram que o "verdadeiro" reino de Preste João não ficava na Ásia Central, nem no Extremo Oriente, mas na Índia, onde a cristandade europeia passou a procurá-lo. Era a época das antigas comunidades de cristãos indianos, chamados "seguidores de São Tomé"..
A "hipótese indiana" era respaldada por viajantes que afirmavam ter encontrado um soberano cristão no norte da Índia, na corte de Tamerlão. A existência de um império etíope já era conhecida pelos ocidentais graças aos monges africanos que visitavam Jerusalém e às cartas enviadas ao papa "negus", sacerdote etíope e soberano daquele reino. Esse império também é citado por frei Jordano de Sévérac, bispo da costa do Malabar. Foi quando a ideia de que a Etiópia poderia ser o reino do misterioso Preste João, realçada depois que uma embaixada enviada pelo imperador da Etiópia Uidim-Reade chegou à corte papal de Avinhão, ganhou força (1306). Esse movimento reforçou a hipótese da existência, "em algum lugar do nordeste da África", de um reino em guerra com os muçulmanos. Os europeus queriam se aliar a Preste João para enfrentar os muçulmanos. Havia, porém, dificuldade de localizar o misterioso rei e sacerdote..
Os navegadores portugueses, ao desembarcarem na costa da África (1486), em busca de uma rota para as Índias, ouviram dos "notáveis" do Reino do Benim que o grande rei "Ogané", a quem deviam lealdade, reinava a "vinte luas de marcha para o norte, ao sul do Egito". Ao ouvir esse relato, o rei João II de Portugal enviou dois homens ao rei Ogané, certo de que ele era Preste João..
Os lusos, Pêro da Covilhã e Afonso de Paiva, junto com uma soma em dinheiro levaram um planisfério para marcarem o local exato do reino misterioso. Em 7 de março de 1487 partiram. Somente Covilhã chegou ao destino. Desembarcou em Zeilá, antigo porto etíope, seguindo pelo interior até Gondar. Covilhã foi recebido por Alexandre, Leão de Judá, "Rei dos Reis"..
Assim como Preste João, o imperador etíope governava um reino que no passado havia dominado a costa oriental da África e que, com a expansão do Islã, fora empurrado para o interior do continente e resistiram durante séculos aos ataques muçulmanos. Com a morte de Alexandre, o seu filho e sucessor, Naode, convidou Covilhã a permanecer no reino. Covilhã aceitou a proposta de receber morada e esposa etíope, com quem teve filhos. Vinte anos depois (1520), uma nova embaixada portuguesa foi enviada à Etiópia. Na partida, Covilhã se recusou a segui-los e permaneceu até a morte, segundo relato de um dos integrantes dessa nova embaixada, o padre Francisco Álvares, em seu "Verdadeira informação das terras do Preste João das Índias". Foi a partir daí (século XVI) que o lendário rei deu lugar a um soberano real, aliado aos portugueses na disputa travada com os muçulmanos pelo controle das rotas comerciais do mar Vermelho.
A aliança, entretanto, era frágil. O exército do rei etíope era equipado com armas brancas. Já os muçulmanos possuíam arcabuzes e canhões fornecidos pelos turcos, que se aproximavam cada vez mais pelo mar Vermelho. Os portugueses tiveram dificuldade para barrar esse avanço. Os etíopes foram derrotados e obrigados a se refugiar nas montanhas. Ameaçados e sem recursos pedem ajuda aos portugueses que desembarcaram (1541) com uma tropa de 400 homens armados com canhões, comandados por Cristóvão da Gama. Os lusos vencem os muçulmanos, mas são derrotados quando sofrem contra ataque islâmico e perdem metade da tropa, incluindo aí o comandante. Os sobreviventes reuniram então os camponeses etíopes sob o comando do jovem Cláudio e saem vitoriosos sobre os muçulmanos em 21 de fevereiro de 1543.
Numa inversão da lenda, os europeus salvam o rei Preste João pondo um fim à busca mítica. Na questão da fé, a situação também se inverteu. A inquisição portuguesa enviou jesuítas à Etiópia para averiguar as práticas religiosas do Preste João e qualificou o monarca e seus seguidores de hereges. O "negus", porém recusou a conversão ao catolicismo. Em 1634, os últimos jesuítas foram expulsos da Etiópia pondo fim a 140 anos de relação amigável entre o império etíope e Portugal.